# Пікея Тауншип (округ Ланкастер, Пенсільванія)
Пікея Тауншип (англ. Pequea Township) — селище (англ. township) в США, в окрузі Ланкастер штату Пенсільванія. Населення — 5474 особи (2020).

## Демографія
Згідно з переписом 2010 року, у селищі мешкало 4605 осіб у 1673 домогосподарствах у складі 1311 родини. Було 1734 помешкання
Расовий склад населення:
| - 95,9 % — білих - 1,2 % — чорних або афроамериканців - 0,7 % — азіатів - 0,2 % — корінних американців - 1,3 % — осіб інших рас |

До двох чи більше рас належало 0,7 %. Частка іспаномовних становила 2,7 % від усіх жителів.
За віковим діапазоном населення розподілялося таким чином: 24,9 % — особи молодші 18 років, 61,4 % — особи у віці 18—64 років, 13,7 % — особи у віці 65 років та старші. Медіана віку мешканця становила 42,2 року. На 100 осіб жіночої статі у селищі припадало 97,4 чоловіків;  на 100 жінок у віці від 18 років та старших — 97,0 чоловіків також старших 18 років.
Середній дохід на одне домашнє господарство  становив 80 051 долар США (медіана — 64 489), а середній дохід на одну сім'ю — 86 330 доларів (медіана — 75 665). Медіана доходів становила 50 938 доларів для чоловіків та 42 287 доларів для жінок. За межею бідності перебувало 1,8 % осіб, у тому числі 0,0 % дітей у віці до 18 років та 2,6 % осіб у віці 65 років та старших.
Цивільне працевлаштоване населення становило 2678 осіб. Основні галузі зайнятості: освіта, охорона здоров'я та соціальна допомога — 28,9 %, виробництво — 12,7 %, роздрібна торгівля — 10,9 %, будівництво — 9,9 %.